# Сакіріо
Сакіріо (груз. საქირიო) — село в Грузії.
За даними перепису населення 2014 року в селі проживає 409 особи.